# Camino 999
Camino 999 est un roman policier écrit par Catherine Fradier. C'est le septième roman de cette auteure originaire de la Drôme. Ce roman obtient le prix SNCF du polar 2008.

## Résumé
Ce roman met en scène l'histoire de Carla Montalban, chef de groupe de la brigade criminelle de Lyon. En décidant d'entrer dans la police, elle a tourné le dos aux siens. Mais elle se retrouvera au cœur d'une enquête sur des meurtres qui semblent impliquer sa propre famille, étroitement liée à l'Opus Dei, et qui pointent vers l’affaire Matesa.

## Personnages
- Carla : femme du président
- Félix : coéquipier de Carla
- Michel Montalban : père de Carla
- Gabriel Montalban : oncle de Carla
- Luc Montalban : cousin de Carla, fils de Gabriel

## Controverse
Ce roman a été attaqué en justice par la prélature de l'Opus Dei,, qui échoue à faire condamner l'éditeur.